# 大倉勝馬
大倉 勝馬（おおくら かつま、1885年（明治18年）7月15日 - 没年不明）は、大正から昭和時代前期の公吏。東京府荏原郡駒沢町長。東京市世田谷区長。

## 経歴
大倉寛蔵の長男として千葉県に生まれる。千葉県立安房中学校を卒業する。千葉県夷隅郡、東京府南葛飾郡各書記、復興局嘱託、駒沢町助役、同町長を経て、1932年（昭和7年）大森区庶務課長に転任した。
1938年（昭和13年）7月、世田谷区長に就任し、1942年（昭和17年）9月まで務めた。
戦後、公職追放となった。